# Aardmonnik
Aardmonnik, in Engelssprekende landen aangeboden onder de naam Earthmonk, is een ambachtelijk Belgisch bier uit de categorie oud bruin. Het recept, dat dateert uit de jaren vijftig van de twintigste eeuw, is van De Struise Brouwers; het bier wordt gebrouwen bij brouwerij Deca in het West-Vlaamse dorpje Woesten.
Een deel (30%) van het bier rijpt anderhalf tot twee jaar op eiken vaten en ondergaat een vergisting met lactische fermenten. Het verzuurde resultaat wordt daarna gemengd met een hoeveelheid pasgebrouwen bier. Het biermengsel wordt op smaak gebracht met karamel en kandijsuiker, sinaasappelschil, kaneel en de kruiden koriander en tijm. Het is een zeer donkere, ongefilterde biersoort met een zure, maar ook wijnachtige smaak. De schuimkraag is klein en het bier bevat een kleine hoeveelheid koolzuur. Het alcoholpercentage is vrij hoog, 8%.